# Metatrichia vesparium
Metatrichia vesparium, manchmal auch Wespennest genannt, ist ein Schleimpilz aus der Familie Trichiidae.

## Merkmale

### Makroskopische Eigenschaften
Die Fruchtkörper sind keulenförmig bis zylindrisch und befinden sich sitzend oder gestielt auf dem Substrat. Sie können einzeln oder in Gruppen stehen, wobei bis zu 50 oder mehr Einzelfruktifikationen auf einem Stiel zusammengeschlossen sein können. Auch Pseudoaethalien können gebildet werden. Die Oberfläche ist schwarz, rotbraun bis dunkelrot oder kupferrot glänzend. Die Fruchtkörper erreichen eine Gesamthöhe von einem bis drei Millimeter sowie ein Durchmesser zwischen 0,2 und 0,8 Millimeter. Sie können in Einzelfällen über eine Fläche von mehreren Quadratmetern verteilt wachsen.
Der Stiel kann unterschiedlich ausgeprägt sein. Manchmal ist er nur angedeutet; mitunter erreicht er eine Länge von bis zu zwei Millimetern. Der Durchmesser liegt zwischen 0,1 und 0,3 Millimetern; bei Gruppen kann er bis zu einem Millimeter dick sein. Der Stiel besitzt eine abgeflachte Form und eine dunkelrote Farbe. Die Oberfläche ist runzelig. Die häutige Unterlage (Hypothallus) ist gelblich weiß gefärbt, in der Nähe des Stiels oder der Fruchtkörper jedoch rotbraun getönt.
Die Hülle (Peridie) besteht aus zwei Schichten. Die innere ist transparent und erscheint im durchfallenden Licht hell honigfarben. Die dicke äußere, undurchsichtige Lage ist dunkel rotbraun gefärbt. An der Oberseite der Fruktifikationen befindet sich meist ein scharf abgegrenzter, leicht konvexer Deckel. Seltener öffnen sich die Fruchtkörper in unregelmäßiger Weise. Der restliche Teil der Peridie ist dauerhaft und erinnert nach Austreten des Capillitiums an ein Wespennest. Später reißt sie in Längsrichtung auf.
Das Capillitium erscheint in Masse ziegelrot bis rostbraun. Es besteht aus sehr elastischen Fäden (Elateren), die nach dem Austritt aus den Fruchtkörpern schnell untrennbar miteinander verfilzen. Die Sporen sind braunrot bis rostfarben gefärbt.
Das Plasmodium ist gelb, dunkelrot bis schwarz gefärbt.

### Mikroskopische Eigenschaften
Die Elateren sind stachelig, selten verzweigt und zwischen vier und sieben Mikrometer dick. Sie besitzen zurückgebogene und verflochtene, kurz, über eine Länge von 10 bis 15 Mikrometern, zugespitzte Enden. Davor befindet sich oft eine bis zu zehn Mikrometer breite Verdickung. Die Elateren besitzen drei bis fünf Spiralleisten, die mäßig bis fest gewickelt sind. Auf ihnen befinden sich die Stacheln, welche bis zu fünf Mikrometer lang sind.
Die Sporen sind rundlich bis breitelliptisch geformt. Runde Exemplare besitzen einen Durchmesser zwischen 9 und 13 Mikrometern; breitelliptische Ausprägungen messen 8,5 bis 9,5 mal 11 bis 12,5 Mikrometer. Auf der Oberfläche befinden sich feine Warzen.

### Ähnliche Arten
Ähnlichkeit besitzt Metatrichia floriformis. Allerdings sind die Fruchtkörper meist kugelig geformt und das Capillitium ist meist weniger rötlich, sondern eher rostbraun bis braun. Mikroskopisch unterscheidet sich die Art durch fehlende Stacheln an den Elateren und länger zugespitzte Enden (bis zu 50 Mikrometer).

## Ökologie

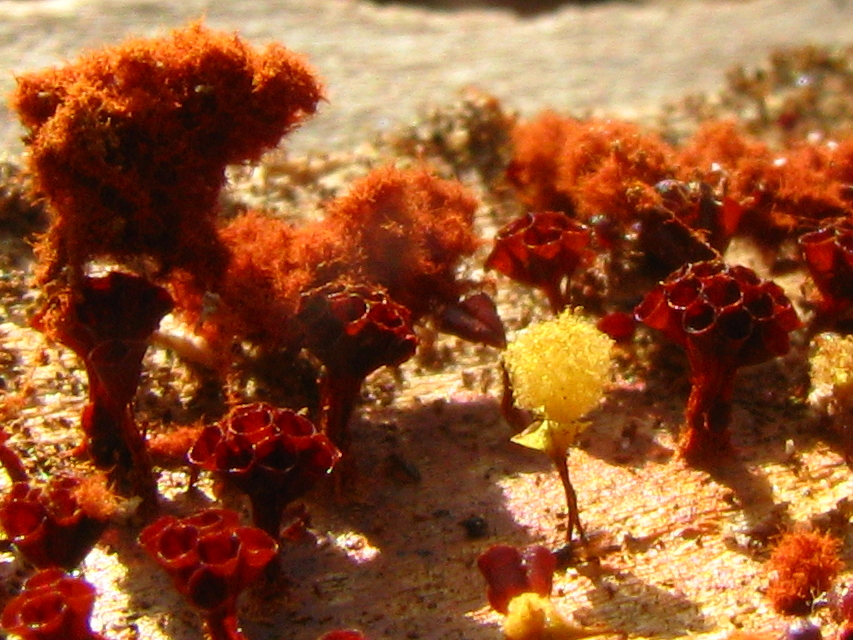
Vergesellschaftung mit Hemitrichia calyculata

Metatrichia vesparium ist auf allen Holzarten zu finden, wobei Laubholz bevorzugt wird. Selten wächst sie auch auf Fruchtkörpern von holzbewohnenden Pilzen. Der Schleimpilz ist das ganze Jahr über anzutreffen, häufiger jedoch offenbar zwischen März und Mai sowie Oktober und November. Vergesellschaftungen wurden unter anderem mit Hemitrichia calyculata, H. clavata, dem Blutmilchpilz, Ceratiomyxa fruticulosa, Trichia favoginea, T. scabra, T. varia sowie mit einigen Arten der Gattung Arcyria beobachtet; auch zusammen mit der verwandten Metatrichia floriformis ist er anzutreffen.

## Verbreitung
Metatrichia vesparium zählt zu den häufigsten Schleimpilzen und ist in allen Lagen anzutreffen. Er ist weltweit verbreitet.